# Santo Tomas, Batangas
Santo Tomás là một đô thị cấp một ở tỉnh Batangas, Philippines.

## Các đơn vị hành chính
Santo Tomas, về mặt hành chính, được chia thành 30 barangays:
| - Barangay I (Pob.) - Barangay II (Pob.) - Barangay III (Pob.) - Barangay IV (Pob.) - San Agustín - San Antonio - San Bartolomé - San Félix - San Fernando - San Francisco - San Isidro Norte - San Isidro Sur - San Joaquín - San José - San Juan | - San Luis - San Miguel - San Pablo - San Pedro - San Rafael - San Roque - San Vicente - Santa Ana - Santa Anastacia - Santa Clara - Santa Cruz - Santa Elena - Santa María - Santiago - Santa Teresita |